# Ptychoglossus bicolor
Ptychoglossus bicolor là một loài thằn lằn trong họ Gymnophthalmidae. Loài này được Werner mô tả khoa học đầu tiên năm 1916.